# Chiavari
Chiavari este o comună din provincia Genova, regiunea Liguria, Italia, cu o populație de 27.307 locuitori (1 ianuarie 2023) și o suprafață de 12,23 km².

## Demografie
Chiavari - evoluția demografică

|  | Graficele sunt indisponibile din cauza unor probleme tehnice. Mai multe informații se găsesc la Phabricator și la wiki-ul MediaWiki. |

Date: Recensăminte sau birourile de statistică - grafică realizată de Wikipedia